# Джонсон (округ, Иллинойс)
Джо́нсон (англ. Johnson County) — округ в штате Иллинойс, США. Официально образован в 1812 году, получил своё название в честь 9-го вице-президента США Ричарда Джонсона. По состоянию на 2010 год, численность населения составляла 12 582 человека.

## География
По данным Бюро переписи США, общая площадь округа равняется 903,911 км2, из которых 890,961 км2 суша и 12,691 км2 или 1,400 % это водоёмы.

## Население
По данным переписи населения 2000 года в округе проживает 12 878 жителей в составе 4 183 домашних хозяйств и 3 053 семей. Плотность населения составляет 14,00 человек на км2. На территории округа насчитывается 5046 жилых строений, при плотности застройки около 6-ти строений на км2. Расовый состав населения: белые — 83,52 %, афроамериканцы — 14,17 %, коренные американцы (индейцы) — 0,27 %, азиаты — 0,13 %, гавайцы — 0,04 %, представители других рас — 1,07 %, представители двух или более рас — 0,79 %. Испаноязычные составляли 2,86 % населения независимо от расы.
В составе 30,60 % из общего числа домашних хозяйств проживают дети в возрасте до 18 лет, 62,30 % домашних хозяйств представляют собой супружеские пары, проживающие вместе, 7,10 % домашних хозяйств представляют собой одиноких женщин без супруга, 27,00 % домашних хозяйств не имеют отношения к семьям, 24,20 % домашних хозяйств состоят из одного человека, 12,10 % домашних хозяйств состоят из престарелых (65 лет и старше), проживающих в одиночестве. Средний размер домашнего хозяйства составляет 2,43 человека, и средний размер семьи 2,87 человека.
Возрастной состав округа: 18,30 % — моложе 18 лет, 11,40 % — от 18 до 24, 34,00 % — от 25 до 44, 22,70 % — от 45 до 64, и 22,70 % — от 65 и старше. Средний возраст жителя округа — 37 лет. На каждые 100 женщин приходится 149,00 мужчин. На каждые 100 женщин старше 18 лет приходится 160,20 мужчин.
Средний доход на домохозяйство в округе составлял 33 326 USD, на семью — 40 275 USD. Среднестатистический заработок мужчины был 29 415 USD против 22 844 USD для женщины. Доход на душу населения составлял 17 990 USD. Около 8,10 % семей и 11,30 % общего населения находились ниже черты бедности, в том числе — 11,30 % молодежи (тех, кому ещё не исполнилось 18 лет) и 11,50 % тех, кому было уже больше 65 лет.